# دلتا قیفاووس

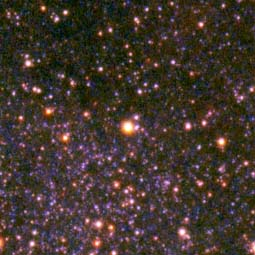
نمایی از دلتا قیفاووس در مرکز تصویر

دلتا قیفاووس یک ستاره است که در صورت فلکی قیفاووس قرار دارد.